# Anselmo de Andrade
Anselmo José Franco de Assis de Andrade (Lisboa, 20 de Junho de 1844 - 1928), conhecido por Anselmo de Andrade, foi um economista, grande proprietário agrícola, investigador, escritor, jornalista e político português. Foi ministro dos Negócios da fazenda de Portugal, no governo de Hintze Ribeiro (1900) e no último governo da Monarquia, presidido por António Teixeira de Sousa (1910).

## Biografia
Anselmo de Andrade formou-se em Direito na Universidade de Coimbra. Iniciou a sua actividade como escritor em 1866 com a obra Epopeias da História. Paralelamente, trabalhou com Eça de Queirós num projecto jornalístico que daría origem a As Farpas, publicações mensais feitas por Ramalho Ortigão e Eça. Anselmo de Andrade fez parte da Geração de 70, juntamente com Antero de Quental, Eça de Queirós, de Oliveira Martins e outros outros intelectuais que pretendiam revolucionar várias dimensões da cultura portuguesa, da política à literatura.
Em 1875, mudou-se para Beja, onde abriu um escritório de advocacia e administrou as vastas propriedades herdadas dos seus tios. Exerceu o cargo de presidente da Câmara Municipal de Beja. Seguindo paralelamente uma carreira de escritor e investigador, elaborou extensa obra dedicada à paleontologia e publicou Populações Lacustres (1882). Ainda em Beja, publicou Viagens na Espanha, obra em que recolhe as impressões de viagens no país vizinho.

### Carreira política
Em 1885, já em Lisboa, filiou-se no Partido Progressista e assumiu, a direcção do órgão oficial do partido, o Correio da Noite, anteriormente dirigido por Emídio Navarro. Também colaborou em diversas publicações periódicas como as revistas Atlântida (1915-1920) e Brasil-Portugal  (1899-1914). Dois anos depois, em 1887, foi eleito deputado às Cortes, sendo, daí em diante, reeleito para várias legislaturas até 1905.
Em 1893 foi co-fundador da Companhia da Ilha do Príncipe.
Em 1898, publicou um trabalho de conteúdo financeiro e económico, A Terra – Economia Nacional e Comparada, sendo-lhe reconhecido grande prestígio científico. Este reconhecimento foi concretizado pelo convite que lhe foi feito por Hintze Ribeiro, para integrar o seu governo como ministro dos Negócios da fazenda entre 25 de Junho e 30 de Novembro de 1900. A curta duração deste cargo deveu-se ao facto de lhe ter sido negada a aprovação da criação de um banco emissor do Estado, tendo por essa razão sido apodado de "socialista de Estado".
Depois do Regicídio, foi convidado para preceptor do rei D. Manuel II. Em 26 de Junho de 1910, foi chamado ao Governo, no ministério de António Teixeira de Sousa, para de novo se encarregar dos Negócios da Fazenda, sendo o último titular dessa pasta na Monarquia Constitucional. Implantada a República, abandonou a política, mas ainda foi vice-presidente da Cruzada Nun’Álvares.
O seu trabalho na área económico-financeira, irá ter, nos anos seguintes, grande influência no meio académico, nomeadamente em António de Oliveira Salazar, com quem se relacionou e por quem tinha elevado apreço.

### Obras publicadas
- Epopeias da História,(1866)
- Populações Lacustres, (1882)
- Viagens na Espanha, (1885)
- A Terra, (1898)
- Portugal Económico, (1902); nova edição: Portugal Económico. Teorias e Factos. Economia descritiva (Coimbra: F. França Amado Editor, 1918).
- Evolução da moeda, (1923)
- Política, Economia e Finanças Nacionais Contemporâneas, (Coimbra Editora, 1925-1926, postumamente)